# Пчелинськ
Пчелинськ (біл. вёска Пчелінск) — село в складі Березинського району Мінської області, Білорусь. Село підпорядковане Мачеській сільській раді, розташоване в східній частині області.